# Мартин Дасовић
Мартин Дасовић (Карловац, 9. новембар 1913 — Београд, 27. мај 1982) био је учесник Народноослободилачке борбе и генерал-пуковник ЈНА.

## Биографија
Рођен је 9. новембра 1913. године у Карловцу, завршио је Правни факултет. Од 1942. године је члан Комунистичке партије Југославије (КПЈ) и од исте године учествује у Народноослободилачкој борби. Током рата, био је командант батаљона „Божидар Аџић”, затим заменик команданта бригаде, начелник Штаба и командант дивизије. После ослобођења Југославије, налази се на високим дужностима у Генералштабу ЈНА и Државном секретаријату за народну одбрану (ДСНО). Завршио је Вишу војну академију ЈНА.
Умро је 1982. године и сахрањен је у Алеји заслужних грађана на Новом гробљу у Београду.
Носилац је Ордена ратне заставе, Ордена заслуге за народ са златном звездом, Ордена за храброст, као и бројних других југословенских одликовања.